# Tiosolfato d'ammonio
Il tiosolfato d'ammonio è un sale inorganico d'ammonio dell'acido tiosolforico, avente formula (NH4)2S2O3.
A temperatura ambiente si presenta come un solido cristallino bianco, avente odore di ammoniaca.
Esso si scioglie rapidamente e completamente in acqua, mentre è poco solubile in acetone e insolubile in etanolo e etere dietilico.

## Preparazione
Il tiosolfato d'ammonio può essere ottenuto:
- per reazione del solfito di ammonio con zolfo o solfuri in soluzioni acquose (eventualmente con ammoniaca)[4]:

{\displaystyle {\ce {2 NH3 + SO2 + H2O -> (NH4)2SO3}}}
{\displaystyle {\ce {(NH4)2SO3 + S -> (NH4)2S2O3}}}
- per reazione del bicarbonato di ammonio con anidride solforosa a formare solfito ammonico e successiva reazione di questo con zolfo o solfuri[5]:

{\displaystyle {\ce {{2NH4HCO3}+{SO2}+H2O->{(NH4)2SO3}+{2H2O}+CO2\uparrow }}}
{\displaystyle {\ce {(NH4)2SO3 + S -> (NH4)2S2O3}}}
- per ossidazione del solfuro di idrogeno.

## Proprietà
Il tiosolfato d'ammonio si decompone a temperatura superiore a 150 °C, sviluppando ossidi di zolfo, ammoniaca, ossidi di azoto.

## Uso del tiosolfato di ammonio

### Utilizzo in agricoltura
Il tiosolfato d'ammonio è utilizzato in agricoltura come fertilizzante in grado di fornire alle piante azoto ammoniacale.
Inoltre, il tiosolfato d'ammonio, in formulazione adatta, è usato per il diradamento dei fiori delle pomacee e delle drupacee. Infatti il tiosolfato di ammonio brucia i fiori aperti non fecondati. Dalle ricerche condotte dal Centro di Consulenza (Beratungsring) dell'Alto Adige, i prodotti commerciali contenenti tiosolfato di ammonio più adatti allo scopo sono GER ATS e Azos 300, perché bruciano i fiori non fecondati aperti senza bruciare le foglie e le altre parti verdi delle piante trattate. Il diradamento, nel melo, è una pratica fondamentale per ottenere produzioni di qualità. Il problema del diradamento è particolarmente importante nella varietà di mele Fuji sulla quale non sono efficaci, o sono scarsamente efficaci, altri diradanti.

### Utilizzo in fotografia
Il tiosolfato di ammonio è anche un componente dei fissaggi fotografici e radiografici "rapidi". Infatti, i fissatori a base di tiosolfato d'ammonio agiscono più rapidamente dei fissatori a base di tiosolfato di sodio.
Nei fissatori concentrati, il tiosolfato d'ammonio è in soluzione al 40-45%; in quelli pronti all'uso, è in soluzione al 10-15%.

### Altri utilizzi industriali
Il tiosolfato d'ammonio è utilizzato anche nell'estrazione di oro e argento, in presenza di rame come catalizzatore, in un processo ecocompatibile alternativo a quello maggiormente utilizzato che impiega lo ione cianuro.
Inoltre il tiosolfato d'Ammonio, viene utilizzato nella reazione tra idrossido di sodio e alluminio, per evitare il surriscaldamento della reazione.
Per l'elevato costo, si tende ad estrarre il tiosolfato di ammonio dal tabacco, infondendolo, prima di aggiungere il resto dei reagenti.
Inoltre, come indicato da alcune ricerche, può essere utilizzato nella termodistruzione di rifiuti, come additivo a miscele di carbone-rifiuti, per ridurre la formazione di diossine e furani.